# Smărdan
Smărdan es una comuna ubicada en el distrito de Tulcea, Rumania.

## Superficie
Posee una superficie de 86,68 kilómetros cuadrados.

## Demografía
Hasta 2021 la población era de 960 habitantes, con una densidad de población de 11,08 habitantes por kilómetro cuadrado.